# Kabinet-Obuchi
Het kabinet–Obuchi (Japans: 小渕内閣) was de regering van het Keizerrijk Japan van 30 juli 1998 tot 5 april 2000. Op 1 april 2000 werd premier Keizo Obuchi getroffen door een zware hersenbloeding en belandde hij in een coma; hij werd op 5 april 2000 vervangen door Yoshiro Mori.

## Kabinet–Obuchi (1998–2000)
| Ambtsbekleder                                                | Ambtsbekleder       | Ambtsbekleder                             | Functie                                    | Ambtstermijn     | Ambtstermijn     | Partij         |
| ------------------------------------------------------------ | ------------------- | ----------------------------------------- | ------------------------------------------ | ---------------- | ---------------- | -------------- |
|                                                              | Keizo Obuchi        | Keizo Obuchi 小渕恵三 (1937–2000)         | Premier                                    | 30 juli 1998     | 5 april 2000     | LDP            |
|                                                              | Hiromu Nonaka       | Hiromu Nonaka 野中廣務 (1925–2018)        | Secretaris- generaal                       | 30 juli 1998     | 5 oktober 1999   | LDP            |
|                                                              | Mikio Aoki          | Mikio Aoki 青木幹雄 (1934)                | Secretaris- generaal                       | 5 oktober 1999   | 5 juli 2000      | LDP            |
|                                                              | Mamoru Nishida      | Mamoru Nishida 西田司 (1928–2014)         | Minister van Binnenlandse Zaken            | 30 juli 1998     | 15 januari 1999  | LDP            |
| Voorzitter van de Commissie voor Openbare Orde en Veiligheid | Mamoru Nishida      | Mamoru Nishida 西田司 (1928–2014)         |                                            | 30 juli 1998     | 15 januari 1999  | LDP            |
|                                                              | Takeshi Noda        | Takeshi Noda 野田毅 (1941)                | Minister van Binnenlandse Zaken            | 15 januari 1999  | 5 oktober 1999   | LP             |
| Voorzitter van de Commissie voor Openbare Orde en Veiligheid | Takeshi Noda        | Takeshi Noda 野田毅 (1941)                |                                            | 15 januari 1999  | 5 oktober 1999   | LP             |
|                                                              | Kosuke Hori         | Kosuke Hori 保利耕輔 (1934)               | Minister van Binnenlandse Zaken            | 5 oktober 1999   | 5 juli 2000      | LDP            |
| Voorzitter van de Commissie voor Openbare Orde en Veiligheid | Kosuke Hori         | Kosuke Hori 保利耕輔 (1934)               |                                            | 5 oktober 1999   | 5 juli 2000      | LDP            |
|                                                              | Nobutaka Machimura  | Masahiko Komura 高村正彦 (1942)           | Minister van Buitenlandse Zaken            | 30 juli 1998     | 5 oktober 1999   | LDP            |
|                                                              | Yohei Kono          | Yohei Kono 河野洋平 (1937)                | Minister van Buitenlandse Zaken            | 5 oktober 1999   | 26 april 2001    | LDP            |
|                                                              | Kiichi Miyazawa     | Kiichi Miyazawa 宮澤喜一 (1919–2007)      | Minister van Financiën                     | 30 juli 1998     | 26 april 2001    | LDP            |
|                                                              | Shozaburo Nakamura  | Shozaburo Nakamura 中村正三郎 (1934–2023) | Minister van Justitie                      | 30 juli 1998     | 8 maart 1999     | LDP            |
|                                                              | Takao Jinnouchi     | Takao Jinnouchi 陣内孝雄 (1933)           | Minister van Justitie                      | 8 maart 1999     | 5 oktober 1999   | LDP            |
|                                                              | Hideo Usui          | Hideo Usui 臼井日出男 (1939)              | Minister van Justitie                      | 5 oktober 1999   | 5 juli 2000      | LDP            |
|                                                              | Kaoru Yosano        | Kaoru Yosano 与謝野馨 (1938–2017)         | Minister van Economische Zaken             | 30 juli 1998     | 5 oktober 1999   | LDP            |
|                                                              | Takashi Fukaya      | Takashi Fukaya 深谷隆司 (1935)            | Minister van Economische Zaken             | 5 oktober 1999   | 5 juli 2000      | LDP            |
|                                                              | Sohei Miyashita     | Sohei Miyashita 宮下創平 (1927–2013)      | Minister van Volksgezondheid en Welzijn    | 30 juli 1998     | 5 oktober 1999   | LDP            |
|                                                              | Yuya Niwa           | Yuya Niwa 丹羽雄哉 (1944)                 | Minister van Volksgezondheid en Welzijn    | 5 oktober 1999   | 5 juli 2000      | LDP            |
|                                                              | Akira Amari         | Akira Amari 甘利明 (1949)                 | Minister van Arbeid                        | 30 juli 1998     | 5 oktober 1999   | LDP            |
|                                                              | Takamori Makino     | Takamori Makino 牧野隆守 (1926–2008)      | Minister van Arbeid                        | 5 oktober 1999   | 5 juli 2000      | LDP            |
|                                                              | Akito Arima         | Akito Arima 有馬朗人 (1930–2020)          | Minister van Onderwijs                     | 30 juli 1998     | 5 oktober 1999   | LDP            |
|                                                              | Hirofumi Nakasone   | Hirofumi Nakasone 中曽根弘文 (1945)       | Minister van Onderwijs                     | 5 oktober 1999   | 5 juli 2000      | LDP            |
|                                                              | Jiro Kawasaki       | Jiro Kawasaki 川崎二郎 (1947)             | Minister van Transport en Infrastructuur   | 30 juli 1998     | 5 oktober 1999   | LDP            |
|                                                              | Toshihiro Nikai     | Toshihiro Nikai 二階俊博 (1939)           | Minister van Transport en Infrastructuur   | 5 oktober 1999   | 5 juli 2000      | LP (1999–2000) |
|                                                              | Toshihiro Nikai     | Toshihiro Nikai 二階俊博 (1939)           | Minister van Transport en Infrastructuur   | 5 oktober 1999   | 5 juli 2000      | NCP (2000)     |
|                                                              | Katsutsugu Sekiya   | Katsutsugu Sekiya 関谷勝嗣 (1938)         | Minister van Bouw en Constructie           | 30 juli 1998     | 5 oktober 1999   | LDP            |
|                                                              | Masaki Nakayama     | Masaki Nakayama 中山正暉 (1932)           | Minister van Bouw en Constructie           | 5 oktober 1999   | 5 juli 2000      | LDP            |
|                                                              | Shoichi Nakagawa    | Shoichi Nakagawa 中川昭一 (1953–2009)     | Minister van Landbouw, Bosbouw en Visserij | 30 juli 1998     | 5 oktober 1999   | LDP            |
|                                                              | Tokuichiro Tamazawa | Tokuichiro Tamazawa 玉沢徳一郎 (1937)     | Minister van Landbouw, Bosbouw en Visserij | 5 oktober 1999   | 5 juli 2000      | LDP            |
|                                                              | Seiko Noda          | Seiko Noda 野田聖子 (1960)                | Minister van Communicatie en Post          | 30 juli 1998     | 5 oktober 1999   | LDP            |
|                                                              | Eita Yashiro        | Eita Yashiro 八代英太 (1937)              | Minister van Communicatie en Post          | 5 oktober 1999   | 5 juli 2000      | LDP            |
|                                                              | Fukushiro Nukaga    | Fukushiro Nukaga 額賀福志郎 (1944)        | Directeur- generaal van de JSDF            | 30 juli 1998     | 20 november 1998 | LDP            |
|                                                              | Hosei Norota        | Hosei Norota 野呂田芳成 (1929–2019)       | Directeur- generaal van de JSDF            | 20 november 1998 | 5 oktober 1999   | LDP            |
|                                                              | Riki Kawara         | Riki Kawara 瓦力 (1937–2013)              | Directeur- generaal van de JSDF            | 5 oktober 1999   | 5 juli 2000      | LDP            |

Yoshida I ·
Katayama ·
Ashida ·
Yoshida II ·
Yoshida III ·
Yoshida IV ·
Yoshida V ·
I. Hatoyama I ·
I. Hatoyama II ·
I. Hatoyama III ·
Ishibashi ·
Kishi I ·
Kishi II ·
Ikeda I ·
Ikeda II ·
Ikeda III ·
Sato I ·
Sato II ·
Sato III ·
K. Tanaka I ·
K. Tanaka II ·
Miki ·
T. Fukuda ·
Ohira I ·
Ohira II ·
Suzuki ·
Nakasone I ·
Nakasone II ·
Nakasone III ·
Takeshita ·
Uno ·
Kaifu I ·
Kaifu II ·
Miyazawa ·
Hosokawa ·
Hata ·
Murayama ·
Hashimoto I ·
Hashimoto II ·
Obuchi ·
Mori I ·
Mori II ·
Koizumi I · 
Koizumi II ·
Koizumi III ·
Abe I ·
Y. Fukuda ·
Aso ·
Y. Hatoyama ·
Kan ·
Noda ·
Abe II ·
Abe III ·
Abe IV ·
Suga ·
Kishida I ·
Kishida II